# 중환지반산자동부제

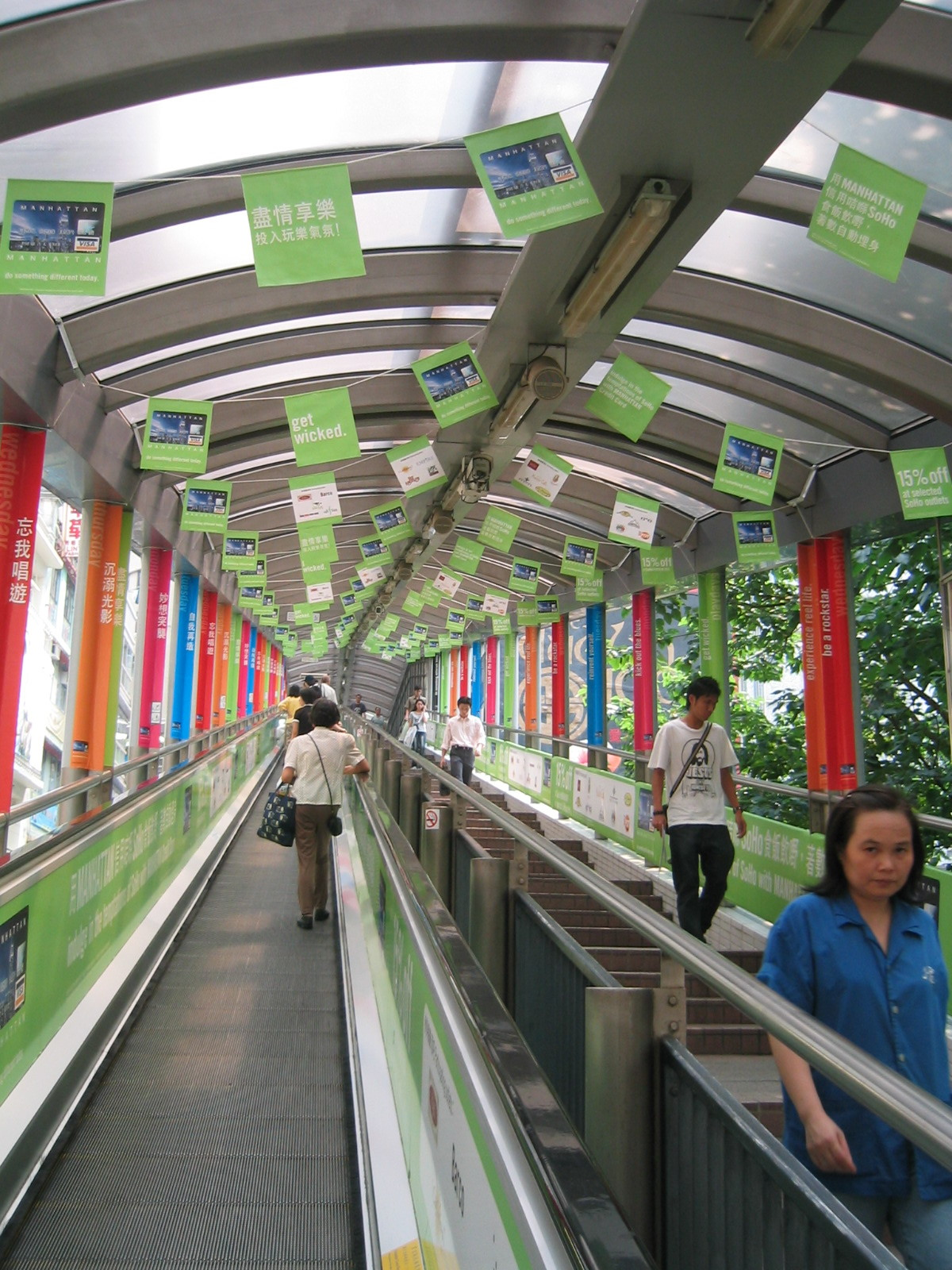
에스컬레이터의 모습

중환지반산자동부제(영어: Central-Mid-Levels Escalator and Walkway System, 중국어: 中環至半山自動扶手電梯系統)는 홍콩 홍콩섬 중완에서 골동품 거리와 영국 식민지 시대의 건축물이 즐비한 할리우드 로드 (荷李活道)를 지나 쑤하오를 지나 고지대의 고급 주택지 반산 구까지 이어진 에스컬레이터이다.

## 같이 보기
- 홍콩의 교통